# Terra Nova (TV-serie)
Terra Nova är en amerikansk TV-serie från 2011 som sändes på Fox i USA på måndagar. Serien hade premiär den 26 september 2011 med två en och en halv timmes avsnitt. 

## Handling
Serien följer familjen Shannon som reser 85 miljoner år tillbaka i tiden. Där får de ett nytt liv i kolonin Terra Nova. Familjen består av James och Elisabeth med deras tre barn: Josh, Maddy och Zoe.

## Rollista
- Jason O'Mara - James "Jim" Shannon
- Shelley Conn - Dr. Elisabeth Shannon
- Landon Liboiron - Josh Shannon, Jim och Elisabeths 17-åriga son.
- Naomi Scott - Maddy Shannon, Jim och Elisabeths 16-åriga dotter.
- Alana Mansour - Zoe Shannon, Jim och Elisabeths femåriga dotter.
- Christine Adams - Mira
- Allison Miller - Skye Alexandria Tate
- Mido Hamada - Guzman
- Stephen Lang - kommdendör Nathaniel Taylor
- Rod Hallett - Dr. Malcolm Wallace